# Еник тип L
Еник тип L (фр. Unic Type L) је аутомобил произведен 1922. године од стране француског произвођача аутомобила Еник.
Модел L1 је био основа за нови и такси аутомобил Еник тип L11DE, са 4-цилиндричничним мотором запремине 1,8 Л, снаге 10 КС, са мењачем са 4 брзине. Овај модел је продаван све до 1934. године.